# Jiří Vokáč
Jiří Vokáč (* 24. července 1947) je bývalý český hokejový obránce.

## Hokejová kariéra
V československé lize hrál za CHZ Litvínov. Odehrál 3 ligové sezóny. V letech 1968 a 1968 získal s Duklou Jihlava dvakrát mistrovský titul.

## Klubové statistiky
| Sezona    | Klub          | Soutěž  | Základní část | Základní část | Základní část | Základní část | Základní část |
| Sezona    | Klub          | Soutěž  | Z             | G             | A             | B             | TM            |
| --------- | ------------- | ------- | ------------- | ------------- | ------------- | ------------- | ------------- |
| 1967/1968 | Dukla Jihlava | 1. liga | -             | -             | -             | -             | -             |
| 1968/1969 | Dukla Jihlava | 1. liga | -             | -             | -             | -             | -             |
| 1969/1970 | CHZ Litvínov  | 1. liga | 16            | 0             | 2             | 2             | -             |